# Norrköpings pastorat
Norrköpings pastorat är från 2014 ett pastorat i Norrköpings kontrakt i Linköpings stift i Norrköpings kommun i Östergötlands län. 
Pastoratet bildades 2014 genom sammanläggning av pastoraten:
- Norrköpings S:t Olofs pastorat
- Norrköpings S:t Johannes pastorat
- Kolmårdens pastorat
- Norrköpings Borgs pastorat

Pastoratet består av följande församlingar:
- Norrköpings S:t Olofs församling
- Norrköpings S:t Johannes församling
- Kolmårdens församling
- Norrköpings Borgs församling

Pastoratskod är 020802.